# NGC 5355
NGC 5355 (również PGC 49380, UGC 8819 lub HCG 68D) – galaktyka soczewkowata (S0), znajdująca się w gwiazdozbiorze Psów Gończych. Odkrył ją William Herschel 14 stycznia 1788 roku. Należy do zwartej grupy galaktyk Hickson 68 (HCG 68).